# Липовица (Лебане)
Липовица (серб. Липовица) — населённый пункт в общине Лебане Ябланичского округа Сербии.

## Население
Согласно переписи населения 2002 года, в селе проживало 147 человек (все сербы).
| Численность населения | Численность населения | Численность населения | Численность населения | Численность населения | Численность населения | Численность населения | Численность населения |
| 1948                  | 1953                  | 1961                  | 1971                  | 1981                  | 1991                  | 2002                  | 2011                  |
| --------------------- | --------------------- | --------------------- | --------------------- | --------------------- | --------------------- | --------------------- | --------------------- |
| 862                   | 908                   | 903                   | 599                   | 387                   | 249                   | 147                   | 91                    |

## Религия
Согласно церковно-административному делению Сербской православной церкви, село относится ко Второму лебанскому приходу Ябланичского архиерейского наместничества Нишской епархии. В селе расположен храм Святого Николая, построенный в 1915 году.